# Frederick Arthur Walton
Frederick Arthur Walton (22 de abril de 1853, Birmingham - 2 de noviembre de 1922) fue un joyero, y botánico, y cactólogo aficionado inglés.
Fue especialista en la taxonomía de la familia Cactaceae, con énfasis en los géneros Cochemiea, Echinocereus, Opuntia, Pilocereus, entre otros. Trabajó, también en la taxonomía de especies mexicanas.
De 1898 a 1900, fue editor de Cactus J.
- La abreviatura «Walton» se emplea para indicar a Frederick Arthur Walton como autoridad en la descripción y clasificación científica de los vegetales.[7]